# 4 Andromedae
4 Andromedae este o stea din constelația Andromeda.